# Harald Kainz
Harald Kainz (* 5. August 1958 in Graz) ist ein österreichischer Ingenieur und Hochschullehrer. Von 1. Oktober 2011 bis 30. September 2023 war er Rektor der TU Graz und folgte in dieser Funktion Hans Sünkel nach.

## Leben
Harald Kainz wurde am 5. August 1958 als Sohn des leitenden Gendarmeriebeamten Josef Kainz und der Volksschuldirektorin Margareta Kainz in Graz geboren. Nach dem Besuch der Volksschule seiner Mutter in St. Radegund in den Jahren 1964 bis 1968 und der Matura 1976 an einem Grazer Gymnasium (2. BG und BRG Lichtenfelsgasse) leistete er 1976/1977 seinen Präsenzdienst (Reserveoffizier).
Kainz studierte in den Jahren 1977 bis 1983 Bauingenieurwesen und von 1980 bis 1985 Wirtschaftsingenieurwesen an der Technischen Universität Graz. Von 1982 bis 1984 arbeitete er als Studienassistent und von 1984 bis 1990 als Universitätsassistent am Institut für Siedlungswasserwirtschaft und Landschaftswasserbau. Seine Promotion zum Doktor der technischen Wissenschaften erfolgte 1990, seine Dissertation hat das Thema: „Auswirkungen von Stoßbelastungen auf den Feststoffhaushalt einer Belebungsanlage“.
In den Jahren 1991 und 2000 arbeitete er in leitenden Positionen in verschiedenen Ingenieurbüros; von 1991 bis 1993 war er im Ingenieurbüro Regierungsbaumeister Schlegel GmbH, München, tätig (Planung von Kläranlagen und Kanalisationsnetzen, z. B. die Kläranlagen Friedrichshafen, Ingolstadt und München) und von 1993 bis 2000 als Geschäftsführer der Umwelttechnik Wien GmbH (Planung, Bauaufsicht und Projektmanagement von Großprojekten im Bereich der Abwasser- und Abfallwirtschaft, u. a. Hauptkläranlage Wien, Kläranlagen Zagreb und Budapest, Sonderabfallverbrennungsanlage Wien-Simmering, Entwässerung Flughafen Wien).
Im Jahr 2000 kehrte er als Universitätsprofessor und Institutsvorstand für Siedlungswasserwirtschaft und Landschaftswasserbau an die TU Graz zurück. Die Schwerpunkte seiner Forschung umfassten die betriebliche Optimierung und Rehabilitation von Wasserinfrastruktur, die Niederschlags- und Mischwasserbewirtschaftung sowie hydraulisch bestimmte Bauwerke in der Abwasserwirtschaft.
Von 2004 bis 2007 war er Dekan der Fakultät für Bauingenieurwissenschaften. Von 2007 bis 2011 war er Vizerektor für Infrastruktur und Informations- und Kommunikationstechnologien der Technischen Universität. Ab 1. Oktober 2011 diente er als Rektor der Universität und folgte damit Hans Sünkel nach. Im Frühling 2014 wurde für eine zweite Funktionsperiode bis September 2019 wiedergewählt, im Juni 2018 wurde er für eine dritte Funktionsperiode von Oktober 2019 bis September 2023 als Rektor der TU Graz wiederbestellt. Im Juli 2022 wurde Horst Bischof zu seinem Nachfolger als Rektor der Technischen Universität Graz ab dem 1. Oktober 2023 gewählt.
Am 4. Mai 2018 wurde an der Technischen Universität Graz die erste freiwillige Universitäts-Feuerwehr gegründet welche Forschungsprojekte im Bereich Zivilschutz betreut. Am 9. Juni 2018 wurde Rektor Harald Kainz zum Feuerwehrkommandant der FF-TU Graz gewählt.
Kainz ist seit 1984 verheiratet (mit der Ärztin Andrea Kainz, geb. Pszywyj) und Vater zweier Töchter (Theresa, * 1986, und Johanna, * 1988).

## Auszeichnungen
- 2007: Ehrendoktor der Polytechnischen Universität Timișoara[7]
- 2015: Ehrendoktor der Technischen und Wirtschaftswissenschaftlichen Universität Budapest[12]
- 2017: Ehren-Athene der Technischen Universität Darmstadt[13]
- 2020: Ehrendoktor der Polytechnischen Peter-der-Große-Universität Sankt Petersburg[14][15]
- 2023: Großes Goldenes Ehrenzeichen des Landes Steiermark[16][17]
- 2023:  Großes Goldenes Ehrenzeichen für Verdienste um die Republik Österreich[17]